# 中華民國國民身分證
中華民國國民身分證，是中華民國國民的身分證，《姓名條例施行細則》第二條第一項：「國內有戶籍國民本名之證明為國民身分證。未滿十四歲者，得用戶口名簿或戶籍謄本代替之。」，臺灣地區無戶籍國民無法獲發國民身分證。

## 歷史

### 起源
1931年（民國20年）12月，中華民國國民政府頒佈《戶籍法》，規定要開展戶籍登記和戶口調查，用以掌握各地人口分佈情況。
1939年（民國28年），國民政府頒佈《國民兵役證施行辦法》，規定適齡服兵役男子必須辦理「國民兵役證」，這應該是中華民國實行身分證制度的雛形；1941年（民國30年），為進一步加強對壯丁的管理、便於戶口調查，國民政府頒佈《國民兵身分證暫行條例》，規定凡年滿18歲至45歲的役齡男子（必要時可前後各延伸5年，即13歲至50歲），必須領取國民兵身分證。

### 立法製發
1946年，國民政府修正公布《戶籍法》，第十一條明確提出「已辦戶籍登記之地方，得製發國民身分證，或經內政部核准以戶籍謄本代之」；同年6月，行政院頒佈了《戶籍法施行細則》，對國民身分證的有關事項做出了具體規定；同年10月，依據內政部公布的《國民身分證實施暨公務員首先領證辦法》，中央及省級公務員率先領取國民身分證。

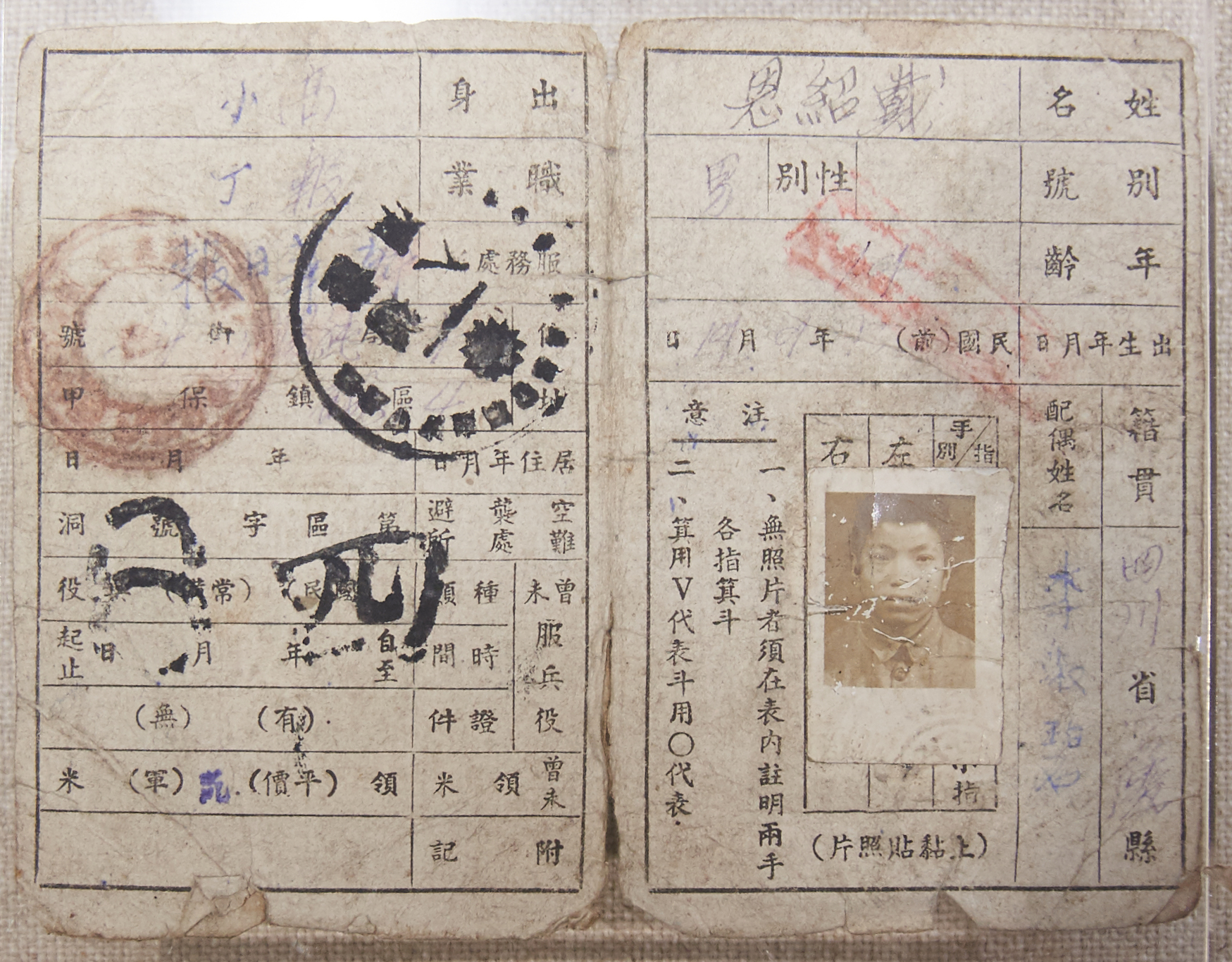
重慶市的國民身分證
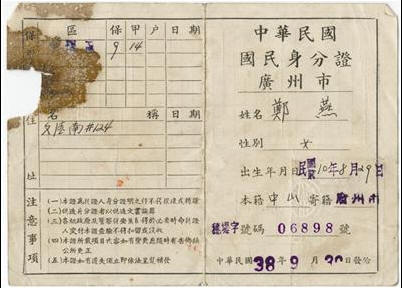
1949年9月30日，廣州市發出的國民身分證

#### 第一代身分證
1947年5月，國民政府開始製作雙頁折疊式白色第一代身分證，發給18歲以上國民。
早期照片並不普及，部分省或直轄市政府所發放的國民身分證並不張貼照片，不過一定都有記錄左右手指紋；規定指紋分「箕」「斗」兩類，分別用「╳」和「○」表示。記錄指紋時由左到右自大拇指起數至小拇指，十個手指的指紋均要標識，如「左○○○○╳，右○○╳○╳」。另外又以地名簡稱編號來辨識。例如臺灣省政府發行的一張國民身分證「市城文字第003號之5」，「市」字代表臺北市，「城」代表是城中區，「文」為文武里，「003之5」則是持證者所屬戶號。
1949年，臺灣省政府避免中國共產黨滲透臺灣，宣佈臺灣省戒嚴令後，立刻進行戶口普查，並正式換發身分證。因為臺灣日治時期遺留戶政資料完整，換發迅速。同年12月24日，大批外省人開始以各地良民證與居留證，換發標明「外省」字樣的身分證。抵臺人員換發臺灣身分證較臺籍人士困難，不僅須申報表和一張保證書，也須找兩家店號作保。外省籍人士若無身分證，遭中華民國憲、軍、警盤問，可能被迫入伍服兵役，成為補充兵員。
發行前臺灣使用的身分證件
臺灣日治時期臺灣總督府為方便管理臺灣人，將人頭編碼，並配發證件。曾有檜木製成的證件，可能是身分地位較高之人才有。

#### 第二代身分證
1954年5月，整理戶籍時第一次全面換發國民身分證給14歲以上國民，形成藍色雙頁折疊式第二代身分證。

#### 第三代身分證

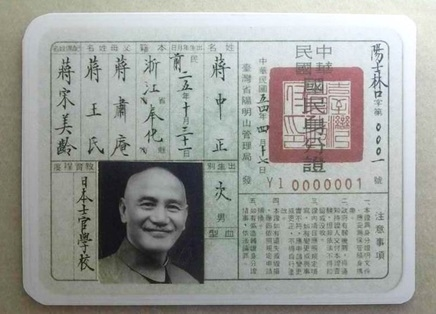
蔣中正的第三代身分證

1965年4月至1966年5月，第二次全面換證，變成第三代身分證：男為淺綠色，女為淺紅色，改成單頁正面膠封。1965年4月17日，臺灣省陽明山管理局製發的編號第一號身分證，領有者就是當時的中華民國總統蔣中正，字號為「Y10000001」，包括英文字母共九碼，當時尚無檢查號碼。1969年（民國58年）電腦作業，加入第十碼，就是至今最右方的檢查號碼，以及出生登記就編身分證統一編號；同年，中華民國國軍現役軍人身分證件，也改用「中華民國軍人身分證」，取代以往「軍人補給證」。

#### 第四代身分證
1975年10月至1976年，第三次全面換證，變成第四代身分證。男為淺藍色，女為奶油色，正面套印內政部大印，廢除口號。

#### 第五代身分證
1986年，第四次全面換證，變成第五代身分證。男為土黃色，女為桃紅色，廢除出生別、血型、教育程度欄位。配合臺灣地區戶政電腦化於1995年起實施，身分證同時由手寫資料改為電腦列印。

##### 重號情形
在1995年之前，因為手寫資料的緣故，常有重號的情況發生；當公務員疏於核對身分時，讓身分證重號的另一人發生困擾，甚至生活陷入困境。因此，重號當事人換發國民身分證及戶口名簿，以及需向有關機關申請更正統一編號申請的戶籍謄本，都免費。

##### 捺指紋違憲性
1997年全文修正公布的《戶籍法》第八條第一項：「人民年滿十四歲者，應請領國民身分證；未滿十四歲者，得申請發給。」同條第二項：「依前項請領國民身分證，應捺指紋並錄存。但未滿十四歲請領者，不予捺指紋，俟年滿十四歲時，應補捺指紋並錄存。」同條第三項：「請領國民身分證，不依前項規定捺指紋者，不予發給。」但此條文被爭議為侵犯人權時，司法院大法官於2005年6月10日以《司法院釋字第599號解釋》暫時處分六個月，以暫停捺指紋條款；司法院大法官並於同年9月28日做成《司法院釋字第603號解釋》，認定捺指紋條款違憲、失效。

#### 第六代身分證

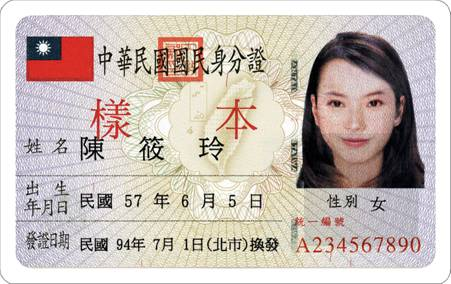
中華民國94年式國民身分證正面樣張

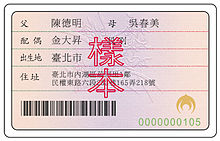
中華民國94年式國民身分證背面樣張

第五代身分證因發行多年，常遭偽造。所以政府在2000年初起便開始研議更換新身分證，原本身分證設計初稿印有象徵華人的龍圖案，但由於「龍」在宗教上有敏感性，故被一些信奉亞伯拉罕諸教等人士所反對；經過數年設計，正式版本才於2004年定稿，且於2005年12月21日起至2006年12月31日全面換發。
第六代身分證與以往不同的是，以淺紫、淺咖啡漸層隔色，不再以顏色區分性別。第一張新式身分證發給代言人孫越。但對於照片的規定嚴格許多；新式身分證照片有強制露出耳朵的規定，曾被部分耳部缺損（小耳症等）人士抗議，但已經獲得改善。新式身分證每張均有特定的電腦編號，換（補）發後不再沿用。
第六代身分證的樣本照片為「陳筱玲」，由於樣貌秀麗引發輿論關切，內政部宣稱此樣本照片為合成照片是電腦合成影像。2009年經新聞報導確認，照片雖經過電腦處理，但其實是利用一名曾任模特兒的公務員游淑妃的相片修圖完成的。若持證者為現役中華民國國軍軍人，則役別欄將會輸入「現役」；退伍後，役別欄依兵種之不同有「常官備役」、「預官」、「常士備役」、「預士」、「常兵備役」、「補充兵」、「國民兵」、「替代備役」八種，但除役後換證不會顯示持證者曾任職之役別，此與舊式身分證不同之處。
2008年5月全文修正的《戶籍法》第五十六條第一項：「國民身分證應隨身攜帶，非依法律不得扣留。」若沒隨身攜帶身分證，《戶籍法》雖無定有罰則，但警察若因而顯然無法依據《警察職權行使法》第六條查證可疑人民身分時，得以第七條第二項將該人帶往勤務處所查證，最多三小時。另外，選舉人若沒攜帶國民身分證，就不能領取總統副總統或者公職人員選舉票。《戶籍法》第五十七條第一項：「有戶籍國民年滿十四歲者，應申請初領國民身分證；未滿十四歲者，得申請發給。」同條第二項「國民身分證、戶口名簿，滅失或遺失者，應申請補領。」
為防止身份假冒，向政府機關、公用事業（如各電信公司）等申辦各項業務時，除身分證外，還需要另一有照片及身分證字號的證件（如全民健康保險卡、駕駛執照等）。此外，上述機構可與戶政事務所即時比對身分證上的新發／換發／補發日期，避免掛失的舊證件繼續使用。中華民國刑法中，而明知為不實之事項，而使公務員登載於職務上所掌之公文書，足以生損害於公眾或他人者，處三年以下有期徒刑、拘役或罰金。。另外身分證號「A123456789」因可符合驗證規則，故常遭冒用。持該身分證號者為出生於臺北市內湖區的新北市民謝條根，他經常出入法院只為解決冒用所引發的糾紛，雖可以透過更換身分證號避免，但因換號後連帶需要更換許多文件，2016年該人尚無意願換號。

#### 第七代身分證（已中止）
內政部規劃第七代身分證，為晶片身分證，起初預計2020年10月開始換發，並且結合自然人憑證等功能。
2019年6月14日，內政部依《政府採購法》之限制性招標規定，委託中央印製廠辦理晶片身分證空白卡片及印製採購事宜。中央印製廠後來又另開標案，委由台灣銀行負責招標。2019年8月26日，台灣銀行公告「PC晶片卡及印製設備」規格書。此標案於2020年2月7日由東元電機以約新台幣32.9億元得標。曾有質疑卡片最終可能在中國大陸生產的聲音，但東元電機發布聲明稿否認。
2019年9月12日，中國國民黨立法委員許毓仁與林麗蟬、中央研究院資訊科學研究所副研究員莊庭瑞、開放文化基金會董事李柏鋒等人舉辦記者會指出，內政部委託中央印製廠發包的「PC晶片卡及印製設備乙式」招標文件明確記載晶片身分證「具備追蹤機制」，有侵犯人民權益的重大疑慮。許毓仁說，日前他與香港眾志秘書長黃之鋒見面，黃之鋒即對晶片身分證提出疑慮。內政部戶政司司長張琬宜回應，晶片身分證不會主動發送訊號、不會洩漏位置、不會蒐集民眾使用軌跡，晶片寫入個人化資料後即啟動亂數序號機制，根本無法追蹤。
2019年10月18日，台灣人權促進會會長周宇修於第十屆總統文化獎頒獎典禮高喊「盡速通過《難民法》，拒絕晶片身分證，修改《集會遊行法》」。2019年11月22日，台灣人權促進會、台北律師公會、台灣同志諮詢熱線、台灣伴侶權益推動聯盟、婚姻平權大平台、婦女新知基金會、台灣守護民主平台、經濟民主連合、國會調查兵團、開放文化基金會、中華民國軟體自由協會等30個團體發布聯合聲明《我們拒絕晶片身分證！》，抨擊行政院罔顧正當程序、強行推動晶片身分證，呼籲行政院暫停晶片身分證決標印製案。
2020年4月27日，內政部宣布，因嚴重特殊傳染性肺炎臺灣疫情影響，換發晶片身分證時程將正式延期，延後到何時須視國內外疫情狀況而定。
2020年6月2日，中華電信以約新台幣10億元獲得內政部「新一代國民身分證換發系統建置及維護案」標案。然而，此項標案受到可能有資安疑慮的質疑。
2020年8月31日，內政部公告《國民身分證及戶口名簿製發相片影像檔建置管理辦法》修正草案，預告第7條修改後身分證卡面記載項目將更改為9項：姓名、統一編號及其條碼、出生日期、相片、結婚狀態、製證日期、應換領日期、證件號碼及其條碼、機器可判讀區。而第七代身分證儲存之資料，除可選擇是否附加自然人憑證功能外，沒有比紙本身分證記載更多的資料。
2020年11月16日，立法院內政委員會決議，內政部編列之晶片身分證換發計畫預算為新台幣8億6796萬元，凍結4億元，專案報告後始得動支。內政部部長徐國勇表示，專案報告當然沒有問題，預計2021年1月開始試辦換發身分證。
2020年11月17日，民主進步黨立法委員范雲、劉世芳、何欣純、洪申翰舉辦聯合記者會，要求蔡英文政府暫緩推行晶片身分證。國立臺灣大學電機工程學系教授林宗男質疑，數位國家的發展與數位身分證的推行完全是兩回事，「為什麼要發行具監控人民功能的數位身分證」。
2020年12月3日，行政院秘書長李孟諺說，全世界有128個國家使用晶片或數位身分證，使用紙本身分證的國家越來越少，台灣要跟上世界潮流。
2020年12月18日，行政院政務委員唐鳳在公視主頻節目《公視主題之夜SHOW》鼓勵民眾善用不透明膠帶保護個人隱私，只要覆蓋證件的條碼與機讀碼，個人資料就不會被讀取。台灣人權促進會台灣網路透明報告專員周冠汝表示，政府應該好好檢討晶片身分證政策，而不是將保護個人資料的責任推給民眾。
2020年12月21日，徐國勇在立法院內政委員會說，數位身分證政策從馬英九政府到蔡英文政府已經推動十多年，是行政院重要政策；任何國民到哪使用、怎麼使用晶片身分證，只有使用的機關才會有數位足跡，數位足跡不會傳回內政部。
2020年12月25日，時代力量新竹黨部與台灣基進新竹黨部各自舉辦記者會，要求行政院停止在新竹市試辦晶片身分證。同日，新竹市政府宣布，若中央現階段無法針對資訊安全釋疑，林智堅市府傾向暫緩試辦晶片身分證。內政部表示，數位身分證相關系統會經過充分的測試，再啟動小規模試行，並由民眾自願申請換發。同日，傳出唐鳳向民間團體提議，如果以後不想使用晶片身分證，或許可以用微波爐加熱銷毀晶片功能；國際特赦組織台灣分會秘書長邱伊翎抨擊，蔡英文政府「寧願花大筆人民納稅錢做了數位晶片身分證，再來教人民如何銷毀晶片功能」，也不願意立法清楚規範相關權限及權益。
2021年1月19日，唐鳳接受風傳媒專訪時說，「健保卡比現行紙本身分證（六代卡）在法律、技術面都較強；數位身分證在法律、技術面若能夠補強到健保卡的程度，並且最好有個資專責機構，大家會比較安心」。
2021年1月21日，行政院會議決議暫停換發晶片身分證，待專法通過、取得社會共識後再推動，但專法制定沒有時程表。李孟諺在行政院會後記者會強調，目前數位身分證只是延緩實行，等專法通過後再恢復，因此投入的相關經費都不會浪費。
2021年1月28日，自覺運動人物呂昱（呂建興）接受風傳媒專訪時說，民進黨執政未必對「威權幽靈」有警覺，數位身分證便是其中一例。

## 國民身分證統一編號
目前的國民身分證統一編號（身分證字號）一共有十碼，起首為一個大寫英文字母與接續的九個阿拉伯數字。

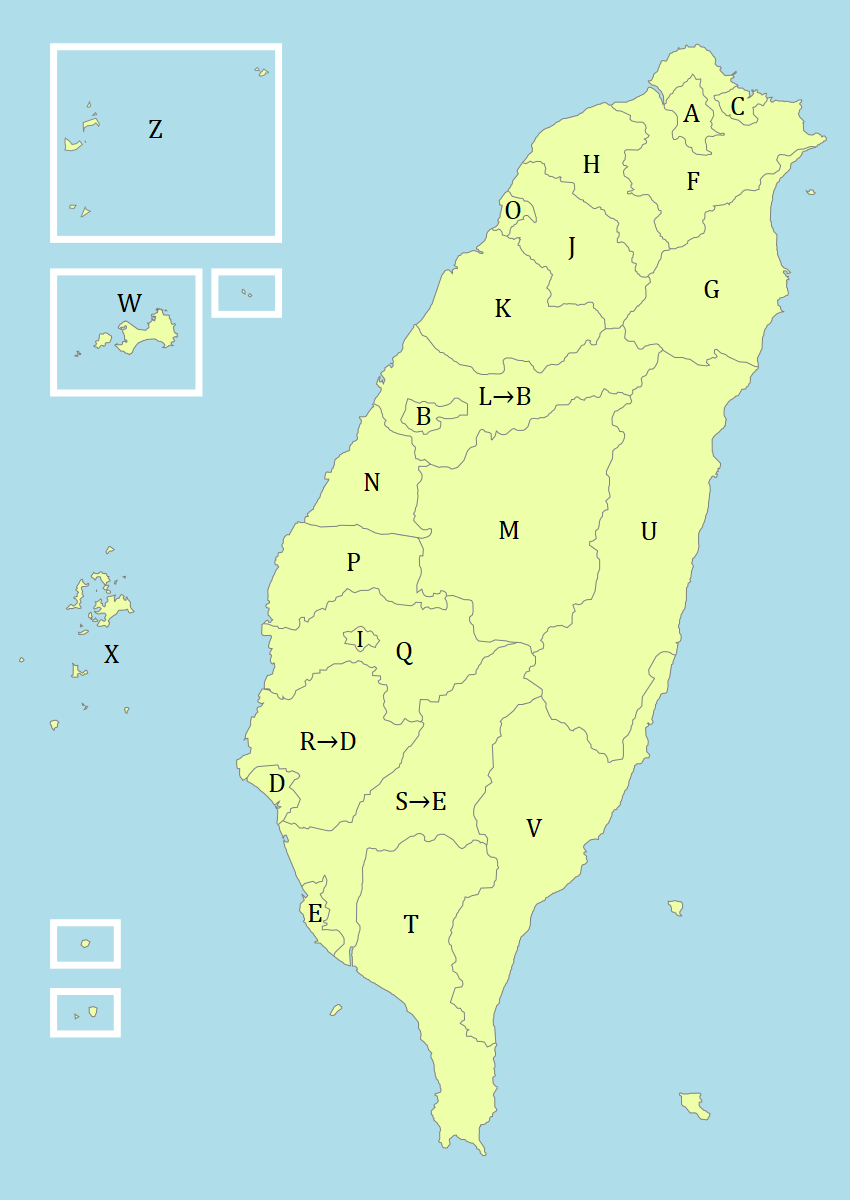
2010年中華民國縣市改制直轄市的身分證地方碼更新

### 英文字母（首碼）
首碼英文代碼是以配賦國民身分證統一編號的戶籍地（報戶口的地區）來區分的，而非出生地。身分證字號首碼英文代碼的對照表如下：
| A | 臺北市 | G | 宜蘭縣 | N | 彰化縣 | V | 臺東縣 | L | 臺中縣       | 2010年12月25日 |
| B | 臺中市 | H | 桃園市 | O | 新竹市 | W | 金門縣 | R | 臺南縣       | 2010年12月25日 |
| C | 基隆市 | I | 嘉義市 | P | 雲林縣 | X | 澎湖縣 | S | 高雄縣       | 2010年12月25日 |
| D | 臺南市 | J | 新竹縣 | Q | 嘉義縣 | Z | 連江縣 | Y | 陽明山管理局 | 1974年1月1日   |
| E | 高雄市 | K | 苗栗縣 | T | 屏東縣 |   |        |   |              |                |
| F | 新北市 | M | 南投縣 | U | 花蓮縣 |   |        |   |              |                |

- 因容易和數字「1」和「0」混淆，原英文字首的編號並無使用「I」和「O」。1982年嘉義市及新竹市升格為省轄市後，才開始使用該兩個英文代碼。
- 1974年1月1日，陽明山管理局虛位化後，Y字頭的身分證字號也停止賦配。故往後於臺北市士林區、北投區兩區配賦國民身分證統一編號者，改發與臺北市相同A字頭的身分證字號。
- 2010年12月25日，部分縣市改制直轄市。臺中縣、臺南縣、高雄縣於縣市合併之後裁撤，其代碼L、R、S停止賦配。改制後配賦國民身分證統一編號者，改發臺中市（B）、臺南市（D）、高雄市（E）之代碼。

### 阿拉伯數字（第二碼至第十碼）
| 1 | 男性   | 0 – 5 | 在臺灣出生之本籍國民             | 0 – 9 | 流水號 | 0 – 9 | 驗證碼 |
| 2 | 女性   | 6     | 入籍國民，原為外國人             | 0 – 9 | 流水號 | 0 – 9 | 驗證碼 |
| — | —      | 7     | 入籍國民，原為無戶籍國民         | 0 – 9 | 流水號 | 0 – 9 | 驗證碼 |
| 8 | 居留證 | 8     | 入籍國民，原為香港居民或澳門居民 | 0 – 9 | 流水號 | 0 – 9 | 驗證碼 |
| 9 | 居留證 | 9     | 入籍國民，原為大陆地區居民       | 0 – 9 | 流水號 | 0 – 9 | 驗證碼 |

- 首位數字（第二碼）是拿來區分性別，與ISO 5218以及類似的《中華民國國家標準》CNS 8381《資訊交換-人類性别表示法》的用法相同。110年1月2日起為建立友善外來人口環境，外來人口開始核發載有與國民身份證統一編號相同格式的中華民國居留證，統一證號之第2碼同為性別碼，8為男性，9為女性。[49]
- 第三碼原為流水號的一部分，自2003年7月1日起變更為設籍前身分碼，以6—9區別在臺灣定居之取得國籍之原外國人（6）、原無戶籍國民（7）、原港澳居民（8）、及原中国大陆人民（9）等身份[50]，（依據：內政部92年4月24日台內戶字第0920063929號函），而0—5則維持做為在臺灣出生國民使用。
- 第四碼至第九碼為證件流水號。
- 第十碼為驗證碼，1969年（民國58年）之第三代身分證加入第十碼。

### 驗證規則
國民身分證統一編號可以經由公式推算是否為有效，驗證公式如下：
- 將首碼英文轉為數字

| 英文字母                               | A  | B  | C  | D  | E  | F  | G  | H  | I  | J  | K  | L  | M  | N  | O  | P  | Q  | R  | S  | T  | U  | V  | W  | X  | Y  | Z  |
| 轉換數值（{\displaystyle a_{1}a_{2}}） | 10 | 11 | 12 | 13 | 14 | 15 | 16 | 17 | 34 | 18 | 19 | 20 | 21 | 22 | 35 | 23 | 24 | 25 | 26 | 27 | 28 | 29 | 32 | 30 | 31 | 33 |
| 等價數值（{\displaystyle e_{1}}）      | 1  | 0  | 9  | 8  | 7  | 6  | 5  | 4  | 9  | 3  | 2  | 2  | 1  | 0  | 8  | 9  | 8  | 7  | 6  | 5  | 4  | 3  | 1  | 3  | 2  | 0  |
- 將號碼字母轉換數值依序乘上1、9或是使用等價數值，將號碼中九碼阿拉伯數字（{\displaystyle n_{1}}—{\displaystyle n_{9}}）依序乘上8、7、6、5、4、3、2、1、1，最後再相加

{\displaystyle N=a_{1}\times 1+a_{2}\times 9+n_{1}\times 8+n_{2}\times 7+n_{3}\times 6+n_{4}\times 5+n_{5}\times 4+n_{6}\times 3+n_{7}\times 2+n_{8}\times 1+n_{9}\times 1}
{\displaystyle N=e_{1}+n_{1}\times 8+n_{2}\times 7+n_{3}\times 6+n_{4}\times 5+n_{5}\times 4+n_{6}\times 3+n_{7}\times 2+n_{8}\times 1+n_{9}\times 1}
- 最後檢查總和{\displaystyle N}是否能被10整除。如能整除就是有效之身分證號碼，不整除就是無效之身分證號碼（因驗證採用餘數法，使用轉換數值或等價數值均會得到相同結果）

{\displaystyle N\equiv 0{\pmod {10}}}
- 電話語音系統在進行身分核對時，會要求輸入身分證號後9碼，含檢查碼，再由電腦反推篩選出符合規則的英文字母供用戶確認，用戶無需自行推算字母的順序或編號。

## 外部連結
- 中華民國 內政部戶政司 全球資訊網（页面存档备份，存于）
- 「外來人口統一證號格式專案」修正計劃（核定本）（页面存档备份，存于） 2019年10月
- 修正外來人口統一證號格式專案執行計畫（页面存档备份，存于） 2020年1月1日至2021年1月1日